# 839-й отдельный разведывательный артиллерийский дивизион
839-й отдельный разведывательный артиллерийский Одесский дивизион Резерва Главного Командования — воинское формирование Вооружённых Сил СССР, принимавшее участие в Великой Отечественной войне.
Сокращённое наименование — 839-й орадн РГК.

## История
Сформирован 27 апреля 1942г.(Приказ НКО СССР № 0293 от 19 апреля 1942 года "Об изменении штатов артиллерийских частей ") на базе радн 268 аап при штабе артиллерии    37 А.В действующей армии с 18.11.1942 по 09.05.1945.
В ходе Великой Отечественной войны вёл артиллерийскую разведку в интересах артиллерии соединений объединений Южного , Северо-Кавказского , Закавказского , Юго-Западного ,  4-го Украинского и 3-го Украинского  фронтов.
24 мая 1944 года в соответствии с приказом НКО СССР от 16 мая 1944 года №0019 «Об усилении армий артиллерийскими средствами контрбатарейной борьбы»,  , директивы заместителя начальника Генерального штаба РККА от 22 мая 1944 года № ОРГ-2/476 839-й орадн обращён на формирование 44 гв. пабр  5-й уд. армии. .

## Состав
до октября 1943 года
- Штаб
- Хозяйственная часть
- батарея звуковой разведки (БЗР)
- батарея топогеодезической разведки (БТР)
- взвод оптической разведки (ВЗОР)
- фотограмметрический взвод (ФГВ)
- артиллерийский метеорологический взвод(АМВ)
- хозяйственный взвод

с октября 1943 года
- Штаб
- Хозяйственная часть
- 1-я батарея звуковой разведки (1-я БЗР)
- 2-я батарея звуковой разведки (2-я БЗР)
- батарея топогеодезической разведки (БТР)
- взвод оптической разведки (ВЗОР)
- фотограмметрический взвод (ФГВ)
- хозяйственный взвод

## Подчинение
| Дата                 | Фронт                   | Армия         | Корпус | Дивизия | Бригада | Примечания |
| -------------------- | ----------------------- | ------------- | ------ | ------- | ------- | ---------- |
| 27.04.42 -30.07.42г. | Южный фронт             | 37-я армия    | -      | -       | -       | -          |
| 1.08.42 -1.09.42г    | Северо-Кавказский фронт | 37-я армия    | -      | -       | -       | -          |
| 1.09.42-1.02.43г.    | Закавказский фронт      | 37-я армия    | -      | -       | -       | -          |
| 1.02.43-30.07.43г    | Северо-Кавказский фронт | 37-я армия    | -      | -       | -       | -          |
| 1.08.43-9.10.43г     | Северо-Кавказский фронт | 56-я армия    | -      | -       | -       | -          |
| 9.10.43-20.10.43г    | Юго-Западный фронт      | 3-я гв. армия | -      | -       | -       | -          |
| 20.10.43-20.12.43г   | 4-й Украинский фронт    | 3-я гв. армия | -      | -       | -       | -          |
| 20.12.43-28.01.44г   | 4-й Украинский фронт    | -             | -      | -       | -       | -          |
| 28.01.44-10.02.44г   | 4-й Украинский фронт    | 5-я уд. армия | -      | -       | -       | -          |
| 10.02.44-24.05.44г   | 3-й Украинский фронт    | 5-я уд. армия | -      | -       | -       | -          |

## Командование дивизиона
Командир дивизиона
- капитан Семёнов
- капитан Висловский Фёдор Семёнович
- майор Повелейко Алексей Ильич

Начальник штаба дивизиона
- капитан Висловский Фёдор Семёнович
- капитан Корж Пётр Степанович
- капитан Дубневский Михаил Иванович

Заместитель командира дивизиона по политической части
- капитан, майор Чаус Алексей Антонович

Помощник начальника штаба дивизиона
- ст. лейтенант Беркут Константин Константинович
- гв. ст. лейтенант Иванов Евгений Митрофанович
- гв. лейтенант Бурдилов

Помощник командира дивизиона по снабжению
- ст. лейтенант Столяров Михаил Михайлович

## Командиры подразделений дивизиона
Командир  БЗР(до октября 1943 года)
- капитан Дубневский Михаил Иванович

Командир 1-й БЗР
- капитан Дубневский Михаил Иванович
- ст. лейтенант Николаев Виктор Гаврилович

Командир 2-й БЗР
- ст. лейтенант Котов Алексей Пантелеевич

Командир БТР
- капитан Корж Пётр Степанович
- ст. лейтенант Цыцаров Сергей Николаевич

Командир ВЗОР
- лейтенант Корышев Анатолий Фёдорович

Командир ФГВ
- ст. лейтенант Дубров Илларион Ефимович

Командир АМВ

## Награды и почётные наименования
| Награды и наименования         | дата          | за что получена |
| ------------------------------ | ------------- | --- |
| Почетное наименование Одесский | 19.04.1944 г. | присвоено приказом Верховного Главнокомандующего № 099 от 19 апреля 1944 года за отличие в боях с немецкими захватчиками за освобождение г. Одесса. |